# Heteroxenia bauiana
Heteroxenia bauiana is een zachte koraalsoort uit de familie Xeniidae. De koraalsoort komt uit het geslacht Heteroxenia. Heteroxenia bauiana werd in 1900 voor het eerst wetenschappelijk beschreven door May. 